# Longaví
Longaví är en ort i Chile.   Den ligger i provinsen Provincia de Linares och regionen Región del Maule, i den södra delen av landet, 290 km söder om huvudstaden Santiago de Chile. Longaví ligger 153 meter över havet och antalet invånare är 6 325.
Terrängen runt Longaví är platt. Närmaste större samhälle är Linares, 15,4 km nordost om Longaví. 
Trakten runt Longaví består till största delen av jordbruksmark. Runt Longaví är det ganska glesbefolkat, med 24 invånare per kvadratkilometer.